# Natacha Bustos
Pour les articles homonymes, voir Bustos.
 (janvier 2019).
Natacha Bustos est une dessinatrice espagnole de bande dessinée, née à Ibiza en 1981.

## Biographie
Natacha Bustos est diplômée des Beaux-Arts à Grenade, elle a vécu une année à Pékin où elle s'exerce au pinceau et à l'encre, forgeant ainsi son style.
Son premier roman graphique consacré à la catastrophe de Tchernobyl a été publié chez Glenat Espagne, puis traduit en France , au Japon et en Corée, et a obtenu le prix Tournesol en 2012.
Elle participe à divers collectifs BD en Espagne et elle est membre du collectif Caniculadas.

## Publications
- Les Asgardiens de la galaxie,	Panini Comics
  - 1. L'Armée des morts, collectif, 2019
- Black Cat (100% Marvel), Panini Comics
  - 2. Marions-nous !, collectif, 2020
- Black Panther (Marvel Next Gen), scénario de Roseanne A. Brown, dessin de Dika Araujo, couleurs de Natacha Bustos, Panini Comics, 2022
- Captain America - Les États-Unis de Captain America, Panini Comics, 2022[2]
- Infinity Wars, Panini Comics
  - 6. L'observateur X, collectif, 2019
- Lolita HR, 
  - T4 Renaissance, scénario de Delphine Rieu, dessins de Natacha Bustos, 2015[3]
- Marvel Comics 1000, collectif, Panini Comics, 2020
- Des scientifiques et des hommes (revue XXI), XXI éditions, 2019
  - Récit graphique L’appel de Barcelone de Natacha Bustos et Gabriela Wiener
- Tchernobyl. La Zone (Chernobil-La zona), dessins de Natacha Bustos, scénario de Francisco Sánchez, Des ronds dans l'O, 2011[4]

## Prix et distinctions
- Prix Tournesol en 2012 à Angoulême pour Tchernobyl. La Zone[5].